# Lucien Choury
Lucien Eugène Choury (26 de março de 1898 — 6 de maio de 1987) foi um ciclista francês que competia em pista.
Foi vencedor e recebeu a medalha de ouro na prova tandem, formando par com Jean Cugnot, nos Jogos Olímpicos de Verão de 1924 em Paris.